# Spring Hill College
Lo Spring Hill College è un'università privata di indirizzo cattolico con sede a Mobile, nello stato americano dell'Alabama.
Fu fondato nel 1830 dal francese Michel Portier, vescovo di Mobile, e fu beneficiato dai connazionali di Portier: il cardinale Joseph Fesch, che gli donò la sua biblioteca teologica e filosofica, e Pauline Marie Jaricot, che lo finanziò con la somma di 38 000 franchi.
L'insegnamento fu affidato prima ai preti della misericordia, poi agli eudisti e, infine, nel 1847, ai gesuiti della provincia lionese della Compagnia.
Sorto come college maschile, le prime studentesse furono ammesse nel 1952.